# Димок, Эдвард
Э́двард Кэ́мерон Ди́мок (англ. Edward Cameron Dimock, Jr.; 18 марта 1929, Рослиндейл, Массачусетс, США — 11 января 2001, Сентервилл, там же) — американский индолог, специализировавшийся на изучении бенгальского языка и литературы. Профессор кафедры Южно-азиатских языков и цивилизаций Чикагского университета. Директор Американского института индийских исследований. Автор перевода с бенгальского на английский язык средневекового кришнаитского текста «Чайтанья-чаритамрита» (1999).

## Биография
Эдвард Димок родился 18 марта 1929 года в городе Рослиндейл, штат Массачусетс. В 1950 году окончил Йельский университет, получив учёную степень бакалавра наук. В 1959 году защитил в Гарвардском университете докторскую диссертацию на тему A Study of the Vaiṣṇava-Sahajīya Movement in Bengal. В том же году Димок занял должность ассистент-профессора кафедры лингвистики и восточных языков в Чикагском университете. В 1966 году ему было присвоено звание профессора.
Димок был одним из основателей кафедры Южно-Азиатских исследований в Чикагском университете. Согласно одной из оценок, он практически в одиночку ввёл изучение Бенгалии и бенгальского  языка в американскую науку.
В Индию Димок впервые приехал в 1955 году и прожил вместе со своей семьёй три года в Калькутте. Проводимая им исследовательская деятельность были профинансированы Фондом Рокфеллера. Димока называют отцовской фигурой для целого поколения американских учёных, занимавшихся изучением Индии после Второй мировой войны. По воспоминаниям Уэнди Донигер: «Молодые учёные, если им случалось опоздать на поезд, спали у него дома на полу. В случае, если они не получали деньги вовремя и им нечего было есть, он лично заботился об их пропитании. Вне всяких сомнений, он был домашней базой полувека американских индологических исследований в Индии. Он знал всех в правительственных кругах, в научном сообществе, в мире искусства и журналистики. Он представлял вас тем людям, с которыми вам нужно было встретиться для осуществления вашей работы или просто для того, чтобы выжить в Индии».
Димок умер от рака 11 января 2001 года у себя дома, в городе Сентервилл, Массачусетс. Его пережили жена Лоррэйн Димок, три сына (Джонатан, Кристофер и Эдвард), две дочери (Холли и Хэзер) и восемь внуков.

## Признание и награды
Эдвард Димок является лауреатом ряда наград и премий. В 1992 году, за работу по изучению бенгальской литературы, Правительство Индии пожаловало ему титул «Дешикоттама» — высший почётный учёный титул Республики Индия.

### Монографии и переводы
- Edward C. Dimock, Jr., Somdev Bhattacharji. Bengali Prose Reader for Second-Year Students. — 1st ed. — University of Chicago, 1961. — 438 p.
- Edward C. Dimock, Jr., Roushan Jahan. Bengali Vaiṣṇava Lyrics: A Reader for Advanced Students. — 1st ed. — South Asian Languages Research Program, University of Chicago, 1963 (Republished 1993, 2006). — iv, 196 p.
- Edward C. Dimock, Raphikula Isalāma. Introduction to an East Pakistani Dialect. — University of Minnesota, 1963. — 120 p.
- Edward C. Dimock. The Thief of Love: Bengali Tales from Court to Village. — 1st ed. — Chicago: University of Chicago Press, 1963. — xiii, 305 p. — ISBN 0226152359.
- Edward C. Dimock. The Thief of Love: Bengali Tales from Court to Village. — 2nd ed. — Chicago: University of Chicago Press, 1975. — xi, 305 p. — ISBN 0226152367.
- Edward C. Dimock, Somdev Bhattacharji, Suhas Chatterjee. Introduction to Bengali, Part 1: A Basic Course in Spoken Bengali, with Emphasis Upon Speaking and Understanding the Language. — 1st ed. — Honolulu: East-West Center Press, 1965.
- Edward C. Dimock, Somdev Bhattacharji, Suhas Chatterjee. Introduction to Bengali, Part 1: A Basic Course in Spoken Bengali, with Emphasis Upon Speaking and Understanding the Language. — 2nd ed. — New Delhi: Manohar, 1991. — xv, 383 p. — ISBN 8173041903.
- Edward C. Dimock, Pratul Chandra Gupta. The Maharashta Purana: An Eighteenth-century Bengali Historical Text. — East-West Center Press, 1965. — 86 p. — (Volume 12 of Monographs of the Association for Asian Studies).
- Edward C. Dimock. The Place of the Hidden Moon: Erotic Mysticism in the Vaiṣṇava-sahajiyā Cult of Bengal. — 1st ed. — Chicago: University of Chicago Press, 1966.
- Edward C. Dimock, Thomas Welbourne Clark. Bengal; Literature and History. — Asian Studies Center, Michigan State University. — 1967. — 177 p. — (Issues 6-10 of South Asia Series).
- Edward C. Dimock. The Place of the Hidden Moon: Erotic Mysticism in the Vaiṣṇava-sahajiyā Cult of Bengal / With a new foreword by Wendy Doniger. — 2nd ed. — Chicago: University of Chicago Press, 1989. — xxx, 299 p. — ISBN 0226152375.
- Edward C. Dimock, Denise Levertov. In Praise of Krishna: Songs From the Bengali. — 1st ed. — Garden City, NY: Doubleday, 1967. — (UNESCO Collection of Representative Works: Indian Series).
- Edward C. Dimock. Bengal Regional Identity. — Asian Studies Center, Michigan State University, 1969. — 150 p. — (Issue 9 of South Asia Series).
- Edward C. Dimock. The Literatures of India: An Introduction. — Chicago: University of Chicago Press, 1974. — xiii, 265 p. — ISBN 0266152324.
- Edward C. Dimock, Denise Levertov. In Praise of Krishna: Songs From the Bengali. — 2nd ed. — Chicago: University of Chicago Press, 1981. — xxii, 95 p. — (Phoenix Poets Series). — ISBN 0226152316.
- Edward C. Dimock. The Sound of Silent Guns and Other Essays. — 1st ed. — Delhi; New York: Oxford University Press, 1989. — xiii, 200 p. — ISBN 0195623088.
- Edward C. Dimock, Braj B. Kachru. Dimensions of Sociolinguistics in South Asia: Papers in Memory of Gerald B. Kelley. — New Delhi: Oxford & IBH Pub. Co., 1992. — 347 p. — ISBN 8120405730.
- Edward C. Dimock, Pika Ghosh, Michael W. Meister. Cooking for the Gods: The Art of Home Ritual in Bengal. — University of Pennsylvania Press, 1995. — 96 p. — ISBN 0812215893.
- Edward C. Dimock,  Joseph W. Elder, Ainslie T. Embree,. India's Worlds and U.S. Scholars 1947-1997. — New Delhi: Manohar, 1998. — 608 p. — ISBN 8173042357.
- Edward C. Dimock. Mr. Dimock Explores the Mysteries of the East: Journeys in India. — 1st edition. — Chapel Hill, NC: Algonquin Books, 1999. — xii, 211 p. — ISBN 1565121538.
- Edward C. Dimock, Tony K. Stewart. Caitanya Caritāmṛta of Kṛṣṇadāsa Kavirāja: A Translation and Commentary. — Cambridge, MA: Harvard University Press, 1999. — xxxv, 1171 p. — (Harvard Oriental Series). — ISBN 0674002857.

### Статьи и главы в книгах
- Edward C. Dimock. A Theology of the Repulsive: The Myth of the Goddess Śītalā // John S. Hawley, Donna M. Wulff The Divine Consort: Rādhā and the Goddesses of India. — Boston: Beacon Press, 1986. — С. 184-203. — ISBN 080701303X.
- Tony K. Stewart, Edward C. Dimock. Kṛttibāsa's  Apophatic Critique of Rāma's Kingship // Paula Richman Questioning Rāmāyaṇas: A South Asian Tradition. — Berkeley: University of California Press, 2001. — С. 243-264. — ISBN 0520220749.